# Édouard Pecher (1825-1892)
Édouard Joseph Pecher (Antwerpen, 26 mei 1825 - aldaar, 26 juli 1892) was een Belgisch ondernemer die een groot deel van zijn leven in Brazilië als koffiehandelaar doorbracht.

## Biografie

### Familie
Édouard Pecher was een zoon van Charles Pecher (1797-1873), eigenaar van een import-exportbedrijf en een van de oprichters van de Liberale Partij in Antwerpen, en Julie Henriëtte Gaillez (1796-1859). Hij was een broer van kunstschilder en beeldhouwer Jules Romain Pecher
Hij trouwde 1850 in Antwerpen met Marie-Julie Cateaux (1830-1888), dochter van de uit Tourcoing afkomstige reder Jean-François Cateaux, voorzitter van de handelsrechtbank van Antwerpen en de kamer van koophandel van Antwerpen en medeoprichter van de Antwerpse graanbeurs. Ze kregen een zoon en drie dochters:
- Julie Pecher (1851-1928), journaliste, trouwde in 1872 in Antwerpen met jhr. Guillaume Bernays (1848-1882), advocaat. Ze kregen een zoon, met afstammelingen tot heden. Ze werd beroemd na de moord op haar echtgenoot die tot de zaak-Peltzer leidde. Ze hertrouwde in 1886 in Antwerpen met Frédéric Delvaux (1834-1916), advocaat, provincieraadslid van Antwerpen en volksvertegenwoordiger. Het huwelijk bleef kinderloos.
- Charles-Édouard Pecher (1852-1931), trouwde in 1883 in Antwerpen met Léonie Grisar (1863-1937), dochter van Gustave Grisar, handelaar. Ze kregen drie zoons en een dochter, waaronder Édouard Pecher, met afstammelingen tot heden.
- Marie-Julie Pecher (1854-1934), trouwde in 1878 in Antwerpen met Édouard de Roubaix (1853-1927), ingenieur en bestuurder. Ze kregen twee zoons en drie dochters, met afstammelingen tot heden.
- Virginie Pecher (1856-1882), trouwde in 1878 in Antwerpen met Maurice Anspach (1854-1942), voorzitter van de Algemene Spaar- en Lijfrentekas, zoon van Jules Anspach, advocaat, volksvertegenwoordiger en burgemeester van Brussel, en schoonbroer van Jules Van Dievoet, advocaat. Ze kregen een zoon, met afstammelingen tot heden.

### Loopbaan
In Rio de Janeiro bouwde hij het familiebedrijf Charles Pecher et fils uit. Het was actief op het gebied van koffie-export, koloniale waren, scheepvaart en spoorwegen. Hij verbleef er vanaf 1847 en importeerde Belgische wapens en vertegenwoordigde er onder meer Dresse Ancion Laloux & Cie, fabrikant van oorlogswapens in Luik. Wellicht was dit de reden dat hij een bondgenootschap met Brazilië in de Paraguayaanse Oorlog sloot. Pecher speelde immers ook een belangrijke rol in de Belgisch-Braziliaanse betrekkingen. In het interregnum van 1850 tot 1860, bij afwezigheid van de Belgische zaakgelastigde in Rio de Janeiro, was hij er consul-generaal. Hij was tevens oprichter en voorzitter van de Sociedade Belga de Beneficência do Rio de Janeiro.
In Antwerpen was hij tevens:
- voorzitter van de Association libérale et constitutionnelle d'Anvers,
- voorzitter van de Fédération libérale,
- voorzitter van de Cercle artistique, littéraire et scientifique d'Anvers,
- lid van de Commission administrative de l'Institut supérieur de commerce d'Anvers.